# Monkey Gone to Heaven
Monkey Gone to Heaven – piosenka amerykańskiej grupy alt rockowej Pixies, wydana w 1989 roku na płycie Doolittle. Została napisana przez frontmana grupy, Blacka Francisa i wyprodukowana przez Gila Nortona. Poruszone w niej kwestie ochrony środowiska i nawiązania do biblijnej numerologii pojawiają się także w tekstach innych utworów zawartych na albumie. „Monkey Gone to Heaven” to pierwszy utwór zespołu, w nagraniu którego brali udział muzycy spoza grupy: wiolonczeliści Arthur Fiacco i Ann Rorich, oraz skrzypkowie Karen Karlsrud i Corine Metter.
„Monkey Gone to Heaven” był pierwszym singlem z „Doolittle” w Stanach Zjednoczonych i Wielkiej Brytanii, a także pierwszym wydawnictwem Elektra Records na rynku amerykańskim. Piosenka uzyskała pozytywne recenzje; David Fricke z magazynu „Rolling Stone” opisał ją jako „żrące, fascynujące rozmyślanie o Bogu i odpadach”. Utwór znalazł się w wielu zestawieniach opublikowanych w prasie muzycznej.